# 布蘭塔斯河
布蘭塔斯河是印度尼西亞（印尼）東爪哇省最長的河流，全長320（200英里），流域面積12,000平方（4,600平方英里）。這條河發源於塞梅魯山和克盧德山，經過瑪琅、諫義里等城市之後，在惹班市分為泗水河、波龍河兩條支流，最終流入馬都拉海峽。布蘭塔斯河上游火山林立，並設有多座水壩，用作供水、發電等用途。流域地區從事的經濟活動以種稻為主。自1985年以來，日本已經在布蘭塔斯河進行過多次整修工程。

## 概要
布蘭塔斯河長320（200英里），是東爪哇省最長的河流，其流域面積達12,000平方（4,600平方英里）。這條河流先繞過克盧德山，再流入瑪琅市、圖隆阿貢縣、諫義里市、岸朱縣吉礁山鎮（Kertosono）、絨網縣普洛索鎮（Ploso）和惹班市之後，然後在泗水市出海。布蘭塔斯河在惹班市東邊的連崗水壩分為南、北兩支，南支為泗水河，北支為波龍河，最終均注入馬都拉海峽。諫義里市和惹班市之間可以看到布蘭塔斯河故道的遺跡，故道一直蜿蜒到威達斯河。布蘭塔斯河主要的支流包括雷斯提河（Lesti）、白河（Putih）、巴達河（Badak）、鄂波河（Ngobo）及昆多河（Konto），其中雷斯提河發源於塞梅魯山，其他支流則發源於克盧德山——布蘭塔斯河流域遍佈火山，塞梅魯山和克盧德山就是例子。有的流經上游火山山麓的支流會在旱季出現水流枯竭的情況。
布蘭塔斯河上游建有洛多約堤壩（Bendungan Lodoyo）、烏林基水壩（Bendungan Wlingi）、蘇達米工學士水壩、森古魯水壩（Bendungan Sengguruh）等多座多用途水壩，利用東爪哇省的水源，用作灌溉、自來水供應、工業用水供應、水力發電等用途。上游周邊地區是糧倉地帶，農業活動以種稻為主。在布蘭塔斯河流域開發稻田的歷史源遠流長，從12世紀開始就已經有人運用布蘭塔斯河水系的流水和地下水灌溉農田。開發農田的活動在20世紀變得迅速，而開墾農田引致的土壤侵蝕已經開始影響到一小部分的火山地帶。圖隆阿貢地區本來是一片沼澤地，1970年代進行排水工程之後已轉為稻田。

## 流域地形
位於布蘭塔斯河上游的火山既包括阿朱那-維利朗山、安查斯摩羅山、卡維山這種已經進入侵蝕階段，逐漸被侵蝕切割的火山，也包括克盧德山、塞梅魯山這類活火山。由於火山谷被熔岩流和火山泥流覆蓋，所以山麓上形成了三層的階地，人們會在狹窄的河谷平原開墾梯田，耕種稻米。流入平原地區後，布蘭塔斯河會從熱帶喀斯特石灰岩台地流到沖積平原。在1970年之前，布蘭塔斯河的中下游是一段懸河，另外在諫義里市和惹班市之間可以看到發達的天然堤。布蘭塔斯河河口沒有明確的沖積扇，位於惹班市海旁的布蘭塔斯河三角洲可以看到低矮的自然堤防、天然堤後漫灘沼澤、潟湖一類的自然景觀。

## 開發情況
日本在1961年開始參與布蘭塔斯河的整治工程，他們參加的第一個項目在1961年使用第二次世界大戰戰敗後對印尼的戰爭賠款完成，內容是開鑿一條隧道，把伍羅沃河流域的水流引向南方，避免圖隆阿貢縣發生水災。之後，日本人先後為布蘭塔斯河制定了至少四套水資源管理計劃，頭三套計劃的主旨是興修水利，1998年發表的第四份計劃則注重於水源的妥善管理，保護水源免受環境破壞。截至2013年，日本在布蘭塔斯河流域進行的工程總額已經超過2000億日圓，其中約有750億日圓是日本以貸款等方式提供的援助資金。日本援助項目的內容包括減輕洪水的損害、建設240兆瓦的水力發電站、修葺灌溉設施，提升稻米產量，提高糧食自給率等。日本人還把整治布蘭塔斯河的工程視為其國際合作計劃當中河流整治工程的代表作。

## 註腳
1. 1 2  西村 2014.
2. 1 2 3  藤田, 里深 & 江頭 2006，第1003-1004頁.
3. 1 2 3  春山, 大矢 & 水原 1992，第91頁.
4. ↑  春山, 大矢 & 水原 1992，第93, 96頁.
5. ↑  春山, 大矢 & 水原 1992，第94-96, 98頁.
6. ↑  Ramu 2004.
7. ↑  石渡, 大井 & 三牧 2013，第12頁.

## 延伸閱讀
- .  . . 1997 （日语）.